# Rika Hattori
Rika Hattori (服部 梨花, Hattori Rika) est une ancienne joueuse de volley-ball japonaise née le 19 mai 1990 à Yokohama (Préfecture de Kanagawa). Elle mesure 1,83 m et jouait au poste de centrale. 

## Clubs
| Club                              | De        | À         |
| --------------------------------- | --------- | --------- |
| Shimokitazawa Seitoku High School | 2006-2007 | 2008-2009 |
| Pioneer Red Wings                 | 2009-2010 | 2013-2014 |